# Сіра ліга
Сіра ліга (нім. Grauer Bund, італ. Lega Grigia, ромш. Ligia Grischa), також відома, як Верхня ліга (нім. Oberbund) — європейське державне утворення, що було засновано в теперішній Швейцарії у 1395 році в долинах Фордеррайн та Гінтеррайн на території колишньої римської провінції Реція. Назва Сіра ліга походить від домашнього сірого одягу, який носили люди, які проживали в цьому регіоні. Вона об'єдналася з двома іншими державами Реції в 1471 році (Ліга Божого Дому та Ліга Десяти Юрисдикцій), утворивши федеративну державу Три Ліги. Сіра ліга також була союзником та асоційованим членом Старої швейцарської конфедерації і зіграла роль у підготовці до Тридцятилітньої війни.

## Заснування
Наприкінці ХІІ століття громади в долинах Реції були загалом невеликими та незалежними. Великих землевласників було дуже мало, а центральної влади не було. Протягом багатьох років між сеньйорами Бельмонта, Верденберга, Рецюнса та єпископом Кура, а також дрібними дворянами вирували кровні помсти та конфлікти. Постійні війні серйозно підривали торгівлю та транспорт у регіоні. Щоб зменшити насилля та заохотити торгівлю, ватажки та дворяни долин запропонували створити лігу чи союз. Сформований альянс став відомий як Сіра ліга.
Сіра Ліга була союзом 21 громади з долин Фордеррайн та Гінтеррайн в Альпах. 14 лютого 1395 року троє головних дворян (абат Дісентіса Йоханнес фон Іланц, барон Ульріх II фон Рецюнс і барон Альберт фон Закс-Мізокс) з Фордеррайну разом з делегатами придворних муніципалітетів в Іланці уклали «вічний союз». Оскільки альянс переважно знаходився у високогірній місцевості, він також був відомий як Part Sura (нім. Ober Bund або Верхня Ліга). Через п'ять днів граф Йоганн фон Верденберг-Сарганс вступив до Ліги у Флімсервальді.
Ліга була не просто військовим союзом. Союзна угода включала також підвищення безпеки на дорогах і вимагала вільної торгівлі в рамках Ліги. Закони були стандартизовані, і навіть простолюдинам був наданий захист і право на судовий розгляд. Суворі покарання застосовувались за вбивства, ненавмисні вбивства, пограбування та крадіжки. Було створено каталог злочинів, покарань та прав, відомий як Landfrieden або Мирна Земля. Ландфріден стандартизував закони та покарання, що посилило верховенство права. За Ландфрідену конфлікти мали вирішуватися через суд, а не відкритим конфліктом. Ландфріден був першим кроком від свавільних покарань, винесених потерпілою стороною, до сучасної карної системи.

## Розширення
4 квітня 1399 р. Правитель Гогентрінсу (який присягнув графу Верденберг-Гайлігенбургу) і жителі Тріна, Тамінса та платного мосту до Райхенау приєдналися до Ліги. Вся долина Фордеррайн тепер була частиною Ліги. 25 травня 1400 року Ліга уклала альянс із Гларусом, що відкрило південні перевали до його продавців худоби та інших торговців.
16 березня 1424 року Ліга зібралася під легендарним кленовим деревом у Труні, щоб закріпити та розширити Лігу. З цього часу виключно використовувалася назва Сіра Ліга. Назва «Сіра» веде свій початок від сірого вовняного одягу, який був поширений у регіоні. Трун був виділений як місце незалежного суду Ліги, який був найвищим цивільним апеляційним судом. Спочатку було призначено дванадцять суддів, згодом це число було збільшено до п'ятнадцяти.
У 1424 році громади Гінтеррайн, Гайнценберг-Тузіс, Шамс і Рейнвальд, повністю приєдналися до Ліги. Завдяки цьому розширенню Ліга тепер контролювала стратегічні перевали Сплюген та Сан-Бернардіно на додаток до перевалу Лукманьє у долині Фордеррайн. 23 квітня 1480 року верхня долина Мезольчіна (нім. Misox) приєдналася до ліги. Потім, у 1496 році решта долини приєдналася до Ліги. І в 1406, і в 1525 роках частина Ліги Божого Дому приєдналася до спільної ліги, а в 1440 році приєднався Кур (лідер Ліги Божого Дому). У 1471 Ліга Десяти Юрисдикцій приєдналася до спільної з першими двома ліги. Об'єднання Сірої ліги, Ліги Божого Дому та Ліги Десяти Юрисдикцій стало відомим як Три Ліги.

## Три Ліги
Приблизно з 1471 року три окремі Ліги були об'єднані разом як Три Ліги. Бундесбріф від 23 вересня 1524 року створив Конституцію для Трьох Ліг, яка зберігалась до анексії Ліги Наполеоном. Однак Ліга не була єдиною державою в сучасному розумінні. Три Ліги працювали разом як федерація трьох держав, і практично всі справи Ліги вирішувались шляхом референдуму. Три Ліги також були унікальними в ранньомодерній Європі практикою тієї чи іншої форми комуналізму, в якій кожна Ліга засновувалась, керувалась та захищалась колективними рішеннями.
Три Ліги, як правило, були союзниками зі Старою швейцарською конфедерацією. Спочатку це було відповіддю на експансію Габсбургів. Війна Муссо проти Міланського герцогства 1520 року підштовхнула Лігу до тіснішої співпраці зі Швейцарською Конфедерацією. Вона залишалася в асоціації зі швейцарцями до наполеонівських воєн, і була анексована швейцарською Гельветійською республікою, заснованою в 1798 році. Після Наполеонівського Акту про медіації в 1803 році Три Ліги стали кантоном Граубюнден.